# متر مربع

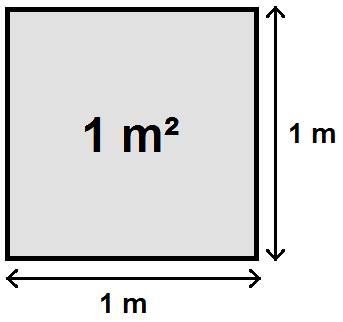

المتر المربع هو الوحدة العالمية للمساحة، رمزه: م2، باليونيكود: 33A1. يعرف المتر المربع على أنه مساحة مربع طول ضلعه يساوي متراً واحداً. اشتقت المتر المربع من الوحدة العالمية المتر، والذي بدوره يساوي عبور الضوء في الفراغ المطلق في مدة زمنية طولها{\displaystyle {\frac {1}{299.792.458}}} من الثانية.

## مضاعفات وأجزاء المتر المربع
يمكن استعمال جميع المضاعفات والأجزاء إلى المتر المربع كما الشأن مع المتر.
| المضاعف | الاسم                      | الرمز |       | الجزء                   | الاسم | الرمز |
| 100     | المتر المربع (السنتيآر)    | m2    | 100   | المتر المربع (السنتيآر) | m2    |       |
| 102     | الديكامتر المربع (الآر)    | dam2  | 10−2  | الديسيمتر المربع        | dm2   |       |
| 104     | الهكتومتر المربع (الهكتار) | hm2   | 10−4  | السنتيمتر المربع        | cm2   |       |
| 106     | الكيلومتر المربع           | km2   | 10−6  | المليمتر المربع         | mm2   |       |
| 1012    | الميكامتر المربع           | Mm2   | 10−12 | الميكرومتر المربع       | µm2   |       |
| 1018    | الجيغامتر المربع           | Gm2   | 10−18 | النانومتر المربع        | nm2   |       |
| 1024    | التيرامتر المربع           | Tm2   | 10−24 | البيكومتر المربع        | pm2   |       |
| 1030    | البيتامتر المربع           | Pm2   | 10−30 | الفيمتومتر المربع       | fm2   |       |
| 1036    | الإكسامتر المربع           | Em2   | 10−36 | الأتومتر المربع         | am2   |       |
| 1042    | الزيتامتر المربع           | Zm2   | 10−42 | الزيبتومتر المربع       | zm2   |       |
| 1048    | اليوتامتر المربع           | Ym2   | 10−48 | اليوكتومتر المربع       | ym2   |       |

## تحويل
متر مربع واحد يساوي:
- {\displaystyle {\frac {1}{100000}}} كيلومتر مربع (km2)
- 10.000 سنتيمتر مربع (cm2)
- {\displaystyle {\frac {1}{10000}}} هكتار (ha)
- {\displaystyle {\frac {1}{1000}}} ديكآر (daa)
- {\displaystyle {\frac {1}{100}}} آر (a)
- {\displaystyle {\frac {1}{10}}} ديسيآر (da)
- 1 سنتيآر (ca)
- 0.000381105247 آرات
- 1,195990 ياردة مربعة
- 10,763911 قدم مربع
- 1.550,0031 بوصة مربعة

## أحرف اليونيكود
| Symbol | Name                                  | رقم اليونيكود |
| ------ | ------------------------------------- | ------------- |
| ㎡     | Square metre (Square M Squared)       | U+33A1        |
| ㎢     | Square kilometre (Square KM Squared)  | U+33A2        |
| ㍸     | Square decimetre (Square DM Squared)  | U+3378        |
| ㎠     | Square centimetre (Square CM Squared) | U+33A0        |
| ㎟     | Square millimetre (Square MM Squared) | U+339F        |

## التحويلات
المتر المربع الواحد يساوي:
- 0.000001 كيلومتر مربع (km2)
- 10000 square centimetres (cm2)
- 0.0001 هكتارs (ha)
- 0.001 decares (daa)
- 0.01 ares (a)
- 0.1 deciares (da)
- 1 هكتار (ca)
- 0.000247105381 أكر
- 0.024710538 أكر
- 1.195990 ياردة مربعة  [لغات أخرى]‏s
- 10.763911 قدم مربع
- 1550.0031 بوصة مربعةes